# Evan Parke
Evan Dexter O'Neil Parke (Kingston, 2 gennaio 1968) è un attore giamaicano naturalizzato statunitense.

## Biografia
Originario della Giamaica, Parke è cresciuto a Brooklyn. Si rese conto che era destinato a diventare un attore al college durante il suo primo anno. Parke si laurea nel 1989 in economia. Entrerà a far parte poi, della prestigiosa università Yale School of Drama, laureandosi nel 1997. Ha debuttato al cinema nel 1999 con il film Le regole della casa del sidro ma raggiunge il successo con il film Il pianeta delle scimmie del 2001. Si fa conoscere però, a livello mondiale con il film King Kong diretto da Peter Jackson del 2005. Parke si fa conoscere anche in serie televisive come Alias, Dragnet, Desperate Housewives e The Blacklist, nonché in soap opere come Febbre d'amore.

## Filmografia

### Attore

#### Cinema
- Le regole della casa del sidro (The Cider House Rules), regia di Lasse Hallström (1999)
- Le riserve (The Replacements), regia di Howard Deutch (2000)
- Il pianeta delle scimmie (Planet of the Apes), regia di Tim Burton (2001)
- Un killer per Lucinda (Brother's Keeper), regia di John Badham (2002)
- Nightstalker, regia di Chris Fisher (2002)
- Kiss Kiss Bang Bang, regia di Shane Black (2005)
- Fellowship, regia di Lucas Elliot Eberl (2005)
- King Kong, regia di Peter Jackson (2005)
- The Air I Breathe, regia di Jieho Lee (2007)
- Tutte le strade portano a casa (All Roads Lead Home), regia di Dennis Fallon (2008)
- Insanitarium, regia di Jeff Buhler (2008)
- Blue, regia di Ryan Miningham (2009)
- Django Unchained, regia di Quentin Tarantino (2012)
- Captain America: The Winter Soldier, regia di Anthony e Joe Russo (2014)
- Teechers, regia di John Stahl (2014)
- Blue: The American Dream, regia di Ryan Miningham (2016)
- Come far perdere la testa al capo (Set It Up), regia di Claire Scanlon (2018)

#### Televisione
- La valle dei pini (All My Children) – serial TV (1997-1998)
- Così gira il mondo (As the World Turns) – serial TV, 1 puntata (1999)
- Alias – serie TV, 6 episodi (2001-2002)
- One on One – serie TV, episodio 2x12 (2003)
- Fastlane – serie TV, episodio 1x15 (2003)
- Dragnet – serie TV, 10 episodi (2003-2004)
- Jake in Progress – serie TV, episodi 1x01-1x11 (2005)
- Medium – serie TV, episodio 1x14 (2005)
- Streghe (Charmed) – serie TV, episodio 7x22 (2005)
- CSI: NY – serie TV, episodio 2x07 (2005)
- E-Ring – serie TV, episodio 1x15 (2006)
- Huff – serie TV, episodio 2x11 (2006)
- Law & Order: Criminal Intent – serie TV, episodio 6x07 (2006)
- Senza traccia (Without a Trace) – serie TV, episodio 5x24 (2007)
- Desperate Housewives – serie TV, 2 episodi (2010)
- Febbre d'amore (The Young and the Restless) – serial TV, 54 puntate (2010-2012)
- 9ine – serie TV, 9 episodi (2011)
- NCIS: Los Angeles – serie TV, episodio 2x22 (2011)
- CSI - Scena del crimine (CSI: Crime Scene Investigation) – serie TV, episodio 12x18 (2012)
- American Horror Story – serie TV, episodio 2x13 (2013)
- Fiamme d'amore (Rescuing Madison), regia di Bradford May – film TV (2014)
- The Get Down – serie TV, 4 episodi (2016)
- Blue Bloods – serie TV, episodio 7x12 (2017)
- Bull – serie TV, episodio 1x12 (2017)
- NCIS: New Orleans – serie TV, episodio 4x09 (2017)
- The Blacklist – serie TV, 5 episodi (2018)
- Deception – serie TV, 4 episodi (2018)
- Salvage
- Power – serie TV, 2 episodi (2019)
- Tell Me a Story – serie TV, 5 episodi (2019-2020)
- Star Trek: Picard – serie TV, episodio 1x04 (2020)
- Good Sam – serie TV, 4 episodi (2022)
- The First Lady - serie TV, 8 episodi (2022)

### Doppiatore
- Peter Jackson's King Kong: The Official Game of the Movie – videogioco (2005)
- Detroit: Become Human – videogioco (2018)

## Doppiatori italiani
Nelle versioni in italiano delle opere in cui ha recitato, Evan Parke è stato doppiato da:
- Stefano Mondini in Il pianeta delle scimmie, Streghe, Senza traccia, Dragnet, The Blacklist
- Roberto Draghetti in Alias, NCIS: Los Angeles
- Claudio Fattoretto ne Le regole della casa del sidro
- Achille D'Aniello in CSI: NY
- Massimo Corvo in King Kong
- Fabrizio Pucci in Kiss Kiss Bang Bang
- Fabrizio Odetto in Law & Order: Criminal Intent
- Simone Mori in Desperate Housewives
- Alessandro Messina in CSI - Scena del crimine
- Paolo Marchese in Tutte le strade portano a casa
- Luca Graziani in Blue Bloods
- Mario Bombardieri in Bull
- Stefano Alessandroni in NCIS: New Orleans

Nei prodotti a cui partecipa come doppiatore, in italiano è stato sostituito da:
- Silvio Pandolfi in Peter Jackson's King Kong: The Official Game of the Movie
- Francesco Rizzi in Detroit: Become Human